# Lebo Mothiba

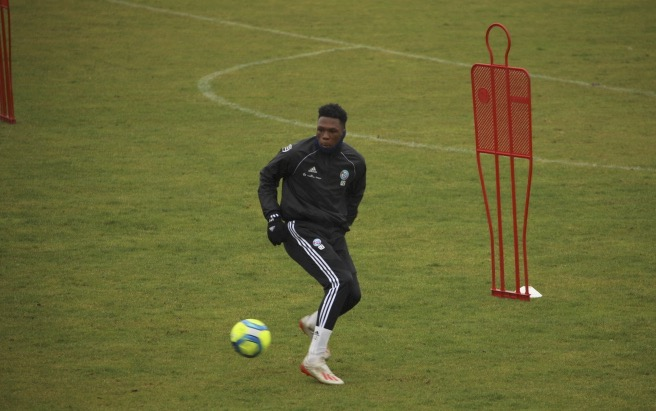
Entrainement RCS - Lebo Mothiba

Lebo Mothiba, né le 28 Janvier 1996 à Johannesbourg, est un footballeur international sud-africain qui évolue au poste d'avant-centre à Mamelodi Sundowns.

## Biographie

### Formation
Lebo Mothiba commence le football dès son plus jeune âge, puis  rejoint à onze ans les Mamelodi Sundowns. Défenseur à l'origine, son entraîneur décide de le faire passer attaquant, la réussite est au rendez-vous puisqu'il marque 36 buts en 16 matchs pour sa première saison. En 2010, il est repéré par l'académie Diambars de Johannesbourg. 
En 2013, il se blesse gravement à la cheville, ce qui l'éloigne des terrains pendant dix mois. En mars 2014, il effectue un essai avec le Lille OSC, qu'il rejoint en septembre 2014. Il évolue dans un premier temps avec l'équipe réserve du club nordiste.

### En club

#### Lille OSC et prêts au Valenciennes FC
À l'été 2016, Mothiba signe son premier contrat professionnel d'une durée de trois ans avec le LOSC. Il fait ses débuts avec l'équipe première le 7 janvier 2017 lors d'un match de Coupe de France, il entre en fin de rencontre contre l'AS Excelsior. Quelques semaines après cette première apparition, il est prêté jusqu'à la fin de la saison au Valenciennes FC qui évolue en Ligue 2.
Blessé à son arrivée à Valenciennes, il joue son premier match avec son nouveau club le 17 mars 2017 contre le Tours FC, il entre en jeu à la 62e minute. Il est titulaire dès le match suivant contre le Nîmes Olympique et inscrit son premier but professionnel la semaine suivante contre l'ESTAC. Après quelques mois convaincants avec VA, Mothiba est contraint de retourner à Lille à la fin de son prêt.
Le 16 juin 2017, le LOSC prête une nouvelle fois Mothiba au VAFC afin qu'il puisse disputer une saison entière. Le 29 septembre 2017, il inscrit un triplé sur la pelouse de l'US Orléans permettant à son équipe de remporter une précieuse victoire quatre buts à trois. Le 25 octobre 2017, dans le cadre des 16e de finale de la Coupe de la Ligue, le VAFC se retrouve confronté au LOSC. Mothiba, qui appartient à Lille, entre en jeu à 63e minute et marque un penalty dans le temps additionnel permettant à son équipe de décrocher les prolongations.
Lors du mercato hivernal, le Lille OSC, interdit de recrutement par la DNCG et en difficulté sportive, fait pression sur Mothiba pour qu'il revienne de son prêt afin de renforcer son effectif mais VA refuse ce retour prématuré. Finalement, le club hennuyer finit par céder lors du dernier jour du mercato et le joueur sud-africain retourne au LOSC. Il y prolonge son contrat jusqu'en 2021.
Le 11 février 2018, il joue son premier match de Ligue 1 sur la pelouse du FC Nantes, il inscrit un but en reprenant de la tête un corner tiré par Thiago Mendes. Le 12 mai 2018, il inscrit un doublé face au Dijon FCO et assure le maintien de son équipe en Ligue 1.
Le 11 août 2018, il marque le premier de la saison du LOSC, lors de la première journée de championnat contre le Stade rennais (victoire 3-1).

#### RC Strasbourg

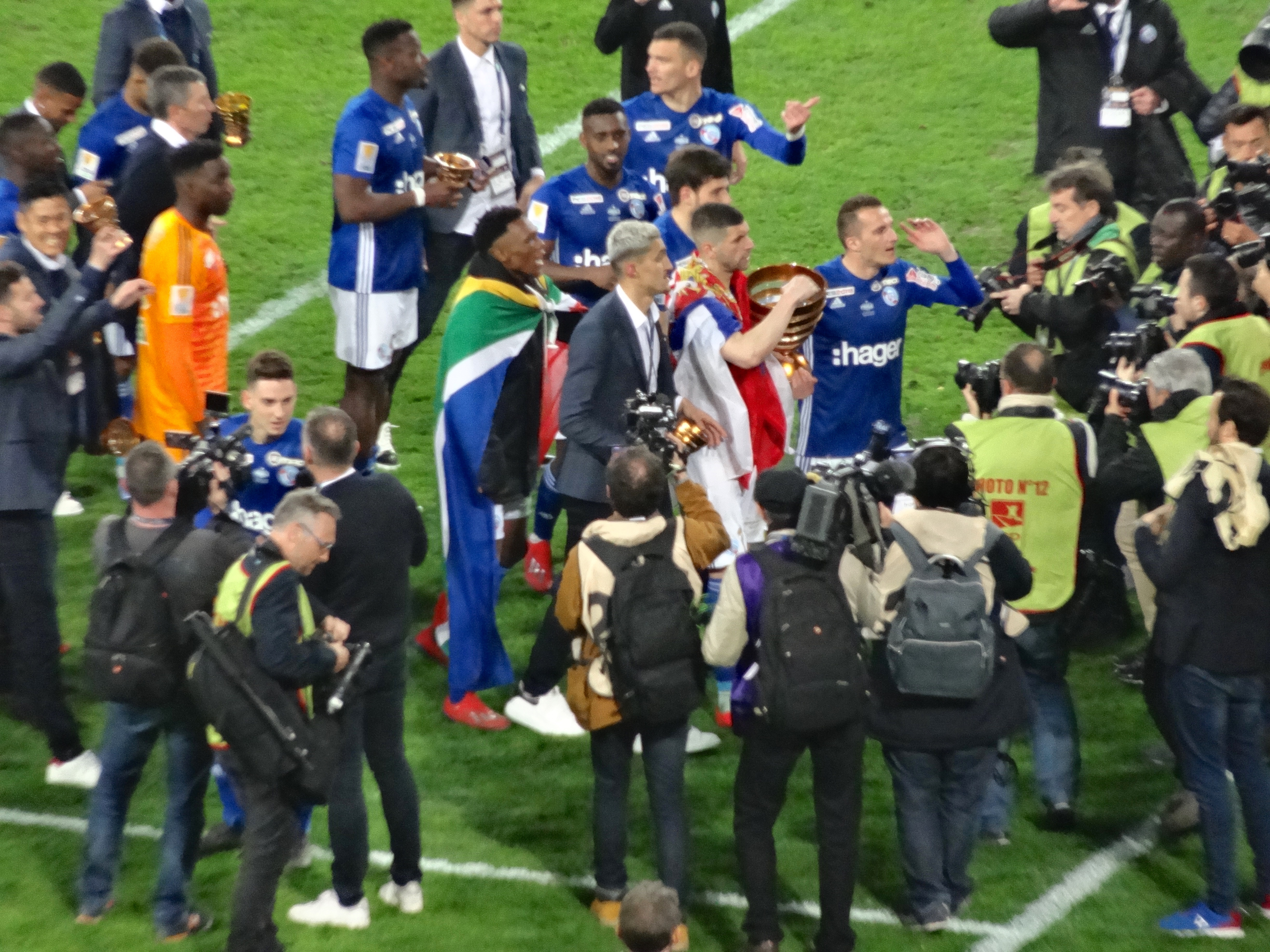
Avec le drapeau sud-africain sur les épaules, Mothiba remporte la Coupe de la Ligue en 2019.

Il s'engage le 30 août 2018 au Racing Club de Strasbourg pour cinq saisons. Le LOSC conserve toutefois une clause de rachat prioritaire pour les deux années suivantes. 
Dès son deuxième match sous les couleurs alsaciennes, il entre en cours de jeu sur la pelouse de la Mosson et égalise dans les arrêts de jeu pour un match nul un partout. Après avoir offert une passe décisive au Stade Vélodrome lors d'une défaite trois buts à deux contre l'Olympique de Marseille le 26 septembre, il marque contre le Dijon FCO lors d'une victoire trois buts à zéro et réalise un doublé lors d'un match nul deux buts partout contre le Angers SCO.
Le 30 janvier 2019, il signe un doublé contre lors de la demi finale de Coupe de la Ligue contre les Girondins de Bordeaux qui permet à son équipe d'atteindre la finale, qu'ils remporteront contre l'En avant Guingamp.

### En sélection
Lebo Mothiba est sélectionné avec l'Afrique du Sud pour disputer les Jeux olympiques 2016 à Rio de Janeiro. Il joue les deux premiers matchs de la compétition face au Brésil et au Danemark. L'Afrique du Sud est éliminé dès la phase de poule.
En septembre 2017, il est appelé pour la première fois en équipe A d'Afrique du Sud, dans le cadre des qualifications à la Coupe du monde 2018, mais il n'entre pas en jeu. Il connait finalement sa première sélection le 21 mars 2018, il est titulaire face à l'Angola et il inscrit le but de l'égalisation (1-1).

#### Buts en sélection
| N° | Date             | Lieu                                      | Adversaire   | Score | Résultat  | Compétition                                                      |
| -- | ---------------- | ----------------------------------------- | ------------ | ----- | --------- | ---------------------------------------------------------------- |
| 1. | 21 mars 2018     | Levy Mwanawasa Stadium, Ndola, Zambie     | Angola       | 1–1   | 1–1 (7-6) | Tournois des quatre nations 2018                                 |
| 2. | 24 mars 2018     | Levy Mwanawasa Stadium, Ndola, Zambie     | Zambie       | 2–0   | 2–0       | Tournois des quatre nations 2018                                 |
| 3. | 13 octobre 2018  | FNB Stadium, Johannesburg, Afrique du Sud | Burkina Faso | 3–0   | 6-0       | Qualifications à la Coupe d'Afrique des nations de football 2019 |
| 4. | 17 novembre 2018 | FNB Stadium, Johannesburg, Afrique du Sud | Nigeria      | 1–1   | 1–1       | Qualifications à la Coupe d'Afrique des nations de football 2019 |

## Statistiques
| Saison                | Club                   | Championnat           | Championnat | Championnat | Coupe nationale | Coupe nationale | Coupe de la Ligue | Coupe de la Ligue | Compétition(s) continentale(s) | Compétition(s) continentale(s) | Compétition(s) continentale(s) | oui | oui | Total | Total |
| Saison                | Club                   | Division              | M.          | B.          | M.              | B.              | M.                | B.                | Comp.                          | M.                             | B.                             | M.  | B.  | M.    | B.    |
| 2016-2017             | LOSC Lille             | Ligue 1               | -           | -           | 1               | 0               | -                 | -                 | -                              | -                              | -                              | -   | -   | 1     | 0     |
| 2017-2018             | LOSC Lille             | Ligue 1               | 14          | 5           | -               | -               | -                 | -                 | -                              | -                              | -                              | -   | -   | 14    | 5     |
| 2018-2019             | LOSC Lille             | Ligue 1               | 3           | 1           | -               | -               | -                 | -                 | -                              | -                              | -                              | -   | -   | 3     | 1     |
| Sous-total            | Sous-total             | Sous-total            | 17          | 6           | 1               | 0               | -                 | -                 | -                              | -                              | -                              | -   | -   | 18    | 6     |
| 2016-2017             | Valenciennes FC (prêt) | Ligue 2               | 9           | 2           | -               | -               | -                 | -                 | -                              | -                              | -                              | -   | -   | 9     | 2     |
| 2017-2018             | Valenciennes FC (prêt) | Ligue 2               | 20          | 8           | 1               | 0               | 3                 | 1                 | -                              | -                              | -                              | -   | -   | 24    | 9     |
| Sous-total            | Sous-total             | Sous-total            | 29          | 10          | 1               | 0               | 3                 | 1                 | -                              | -                              | -                              | -   | -   | 33    | 11    |
| 2018-2019             | RC Strasbourg          | Ligue 1               | 32          | 9           | 1               | 0               | 3                 | 2                 | -                              | -                              | -                              | -   | -   | 36    | 11    |
| 2019-2020             | RC Strasbourg          | Ligue 1               | 21          | 3           | 0               | 0               | 0                 | 0                 | C3                             | 2                              | 0                              | -   | -   | 23    | 3     |
| 2021-2022             | RC Strasbourg          | Ligue 1               | 1           | 0           | 1               | 0               | -                 | -                 | -                              | -                              | -                              | -   | -   | 2     | 0     |
| 2022-2023             | RC Strasbourg          | Ligue 1               | 19          | 3           | 1               | 0               | -                 | -                 | -                              | -                              | -                              | -   | -   | 20    | 3     |
| 2023-2024             | RC Strasbourg          | Ligue 1               | 15          | 3           | -               | -               | -                 | -                 | -                              | -                              | -                              | -   | -   | 15    | 3     |
| Sous-total            | Sous-total             | Sous-total            | 88          | 18          | 3               | 0               | 3                 | 2                 | -                              | 2                              | 0                              | -   | -   | 96    | 20    |
| 2021-2022             | ESTAC Troyes (prêt)    | Ligue 1               | 13          | 2           | -               | -               | -                 | -                 | -                              | -                              | -                              | -   | -   | 13    | 2     |
| 2024-2025             | Mamelodi Sundowns      | Premiership           | -           | -           | -               | -               | -                 | -                 | CAF                            | 1                              | 0                              | 2   | 1   | 3     | 1     |
| Total sur la carrière | Total sur la carrière  | Total sur la carrière | 147         | 36          | 6               | 0               | 6                 | 3                 | -                              | 2                              | 0                              | 2   | 1   | 163   | 40    |

## Palmarès
LOSC Lille
- Vice-champion de Ligue 1 en 2019

 RC Strasbourg
- Vainqueur de la Coupe de la Ligue en 2019